# 제니트-3F

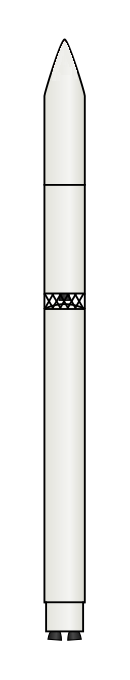

제니트-3F는 우크라이나의 우주발사체이다.

## 역사
유즈노예가 설계했다. 바이코누르 우주 기지의 45번 발사장에서 발사된다. 2011년 1월 20일 최초 발사했다.
기존의 제니트-2M의 로켓을 사용하며, 3단 로켓만 변경되었다.
제니트-3SL과 제니트-3SLB의 3단 로켓은 Block-DM이었는데, 러시아 라보츠킨 설계국이 개발한 Fregat-SB으로 교체했다.
- 블록 DM, 추력 8톤, 비추력 352초, 연소시간 650초, 액체산소/등유
- 프레갓, 추력 2톤, 비추력 333초, 연소시간 1350초, 사산화이질소/UDMH